# Hrdly
 (décembre 2012).
Si vous disposez d'ouvrages ou d'articles de référence ou si vous connaissez des sites web de qualité traitant du thème abordé ici, merci de compléter l'article en donnant les références utiles à sa vérifiabilité et en les liant à la section « Notes et références ».
Hrdly est un village situé en République tchèque, dans le district de Litoměřice. Il est une des communes formant la ville de Bohušovice nad Ohří. 

Fondé en 993, il comptait en 2001, 97 maisons et 297 habitants.